# Philip Reeve
Philip Reeve (28. veljače 1966. - ) bio je engleski autor fantastičnih romana, uglavnom humorističnog tipa. Napisao je knjiški niz Mortal Engines Quartet.

## Vanjske poveznice
- Philip-Reeve.com službena stranica Terryja Pratchetta